# Schlesisches Museum für Kunstgewerbe und Altertümer

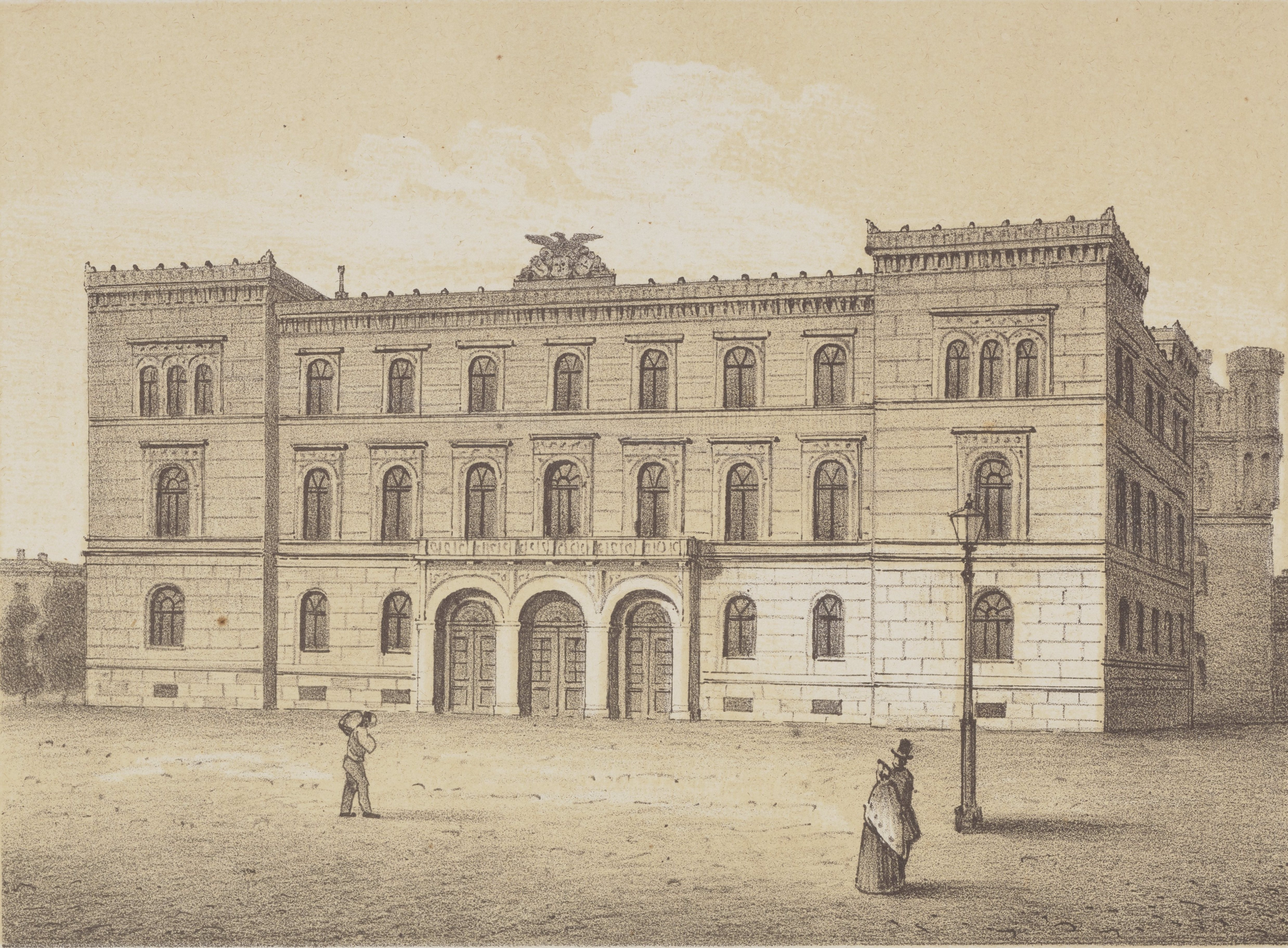
Ständehaus

Das Schlesische Museum für Kunstgewerbe und Altertümer war eine kulturelle Einrichtung im niederschlesischen Breslau. Das  Museum befand sich von 1858 bis 1945 unter anderem im Breslauer Ständehaus. Es zählte zu den bedeutendsten Museen im Deutschen Kaiserreich.

## Geschichte
Dem Museum wurde 1862 ein großer Teil der Sammlung der Universität Breslau Königliches Museum für Kunst und Altertümer vermacht, welches 1815 von Johann Gustav Gottlieb Büsching auf Basis der im Zuge der Säkularisierung von Kirchen- und Klostereigentum in Schlesien eingerichtet worden ist. Es verfügte über Außenstellen im Stadtgebiet. Bei der Schlacht um Breslau wurde das Gebäude 1945 zerstört und zahlreiche Kunstschätze gingen verloren. Einige gerettete Ausstellungsstücke befinden sich heute im Stadtmuseum Breslau, im Nationalmuseum Breslau und im Nationalmuseum Warschau. Am Standort des Ständehauses steht dort heute das Nationale Forum für Musik.